# فانجيليس سكلافوس
فانجيليس سكلافوس (باليونانية: Βαγγέλης Σκλάβος)‏ مواليد 1 ديسمبر 1977 في أثينا، هو لاعب كرة سلة يوناني. بدأ مسيرته الاحترافية في سنة 1997. يبلغ طوله 6 قدم 7.5 بوصة (2.0 م).

## المسيرة الاحترافية
لعب مع نادي بانيونيس لكرة السلة من سنة 2000 إلى 2003، ثم لعب مع نادي أولمبياكوس لكرة السلة من سنة 2003 إلى 2005، ثم لعب مع فالنسيا باسكت في الدوري الإسباني في موسم 2005–2006، ثم لعب مع لوكوموتيف كوبان في الدوري الروسي في موسم 2006–2007، ثم لعب مع سباستياني باسكت رييتي في الدوري الإيطالي في موسم 2008–2009، ثم لعب مع جويرينو فانولي باسكت في موسم 2009–2010.

## روابط خارجية
- فانجيليس سكلافوس على موقع الدوري الأوروبي لكرة السلة (الإنجليزية)
- فانجيليس سكلافوس على موقع الدوري الإسباني لكرة السلة (الإسبانية)
- فانجيليس سكلافوس على موقع كرة السلة الأوروبية.كوم (الإنجليزية)
- فانجيليس سكلافوس على موقع DraftExpress.com (الإنجليزية)
- فانجيليس سكلافوس على موقع ريلجم (الإنجليزية)
- فانجيليس سكلافوس على موقع بروبوليرز (الإنجليزية)
- فانجيليس سكلافوس على موقع سبورتس رفرنس (الإنجليزية)